# 3000 mil na útěku
3000 mil na útěku (v anglickém originále 3000 Miles to Graceland) je americká akční filmová komedie z roku 2001, kterou režíroval a spoluprodukoval Demian Lichtenstein. Původní scénář napsal Richard Recco a Demian Lichtenstein se na výsledné podobě filmu podílí jako spoluscenárista. Ve filmu hrají Kurt Russell, Kevin Costner, Courteney Cox, David Arquette, Bokeem Woodbine, Christian Slater, Kevin Pollak a Daisy McCrackin.
Film byl uveden do kin ve Spojených státech 23. února 2001 společností Warner Bros. Pictures a Morgan Creek Productions. Film s rozpočtem 47,4 milionu dolarů získal převážně negativní hodnocení kritiků a byl kasovním propadákem, neboť utržil pouze 18,7 milionu dolarů. 

## Děj
Nedávno propuštěný Michael Zane zastaví u zchátralého motelu u Las Vegas, kde chytí chlapce Jesseho při krádeži v autě. Jesse uteče k matce Cybil, se kterou se Michael sblíží.
Ráno Michaela vyzvednou čtyři muži – Murphy, Hanson, Gus a Franklin. Převlečeni za Elvise vykradou kasino Riviera během Elvisovské konvence. Dojde k přestřelce, ve které zemře Franklin. Po návratu do motelu se Murphy pohádá s Hansonem o podíl z lupu a zastřelí ho. Michael ukryje peníze na půdě, ale Jesse ho sleduje. Když jedou zakopat Hansonovo tělo, Murphy se pokusí Michaela a Guse zastřelit. Michael ale přežije díky neprůstřelné vestě.
Po návratu Michael zjistí, že peníze zmizely – Jesse je ukradl. Nakonec se s Cybil domluví, že je vezme s sebou do Idaha za penězoměncem. Mezitím Murphy pochopí, že Michael má peníze, a míří také do Idaha. Cybil ukradne Michaelovi auto a zavolá penězoměnci Petersonovi pod heslem, které našla v jeho peněžence. Murphy však dorazí dřív a zabije Petersona i jeho sekretářku.
Michael přijede později a zjistí, co se stalo. Jesse napadne, že Murphy má Michaelovo auto, a Michael ho nahlásí jako kradené, což vede k Murphyho zatčení. Oba muži skončí ve vedlejších celách. Michael se vykoupí na kauci s Jessovým přispěním, zatímco Murphy využije kontaktů. Když Michael získá své auto zpět, najde v kufru svázanou Cybil.
Murphy mezitím unese Jesseho a vydírá Cybil, aby mu přinesla peníze. Michael se rozhodne zasáhnout. Na předání v opuštěném skladišti dá Murphyho do pytle s penězi noviny a schová do něj štíra. Murphy je bodnut, zatímco SWAT tým obklíčí budovu. Při přestřelce je Murphy zastřelen. Michael, znovu chráněný neprůstřelnou vestou, je lehce zraněn. Cybil a Jesse ukradnou sanitku a společně s Michaelem unikají na jeho lodi „Graceland“.